# Биджу Патнаик (аэропорт)
Аэропорт Биджу Патнаик (англ. Biju Patnaik International Airport) (ИАТА: BBI, ИКАО: VEBS) — расположен в 3 километрах от города Бхубанешвар, штат Одиша, Индия. Аэропорт назван в честь бывшего министра Биджу Патнаика, который также был знаменитый авиатор и борец за свободу. По состоянию на 2013 год аэропорт занял 17-е место по загруженности в Индии. Статус международного аэропорт получил 20 октября 2013 года. В 2012-2013 годах аэропорт Биджу Патнаик был признан лучшим аэропортом в Индии, основанным на индексе удовлетворенности клиентов. В 2014 году аэропорт был удостоен премии Калинги безопасности.

## Терминалы

### Терминал 1
5 марта 2013 года был открыт новый терминал (T1), рассчитанный на 4 млн. пассажиров в год. На открытии присутствовал министр гражданской авиации Аджит Сингх. Новый терминал был разработан Ассоциацией аэропортов Индии в рамках реконструкции 35 аэропортов без метро по всей стране. Терминал T1 представляет собой двухэтажное здание с общей площадью 18,240 квадратных метров, состоит из 2-х телескопических трапов, 4 лифтов, нескольких эскалаторов, 16 стоек регистрации, 3 ленты для багажа. Помимо отправления и прибытия залах ожидания, терминал T1 также имеет комнаты отдыха, в том числе VIP. Терминал является экологически чистым, построен в соответствии с зелеными стандартами строительства, с очистных сооружений и обеспечение для сбора дождевой воды. Внутренние стенки терминала украшены племенными мотивами, рисунки, маски и скульптуры.

### Терминал 2
Терминал обслуживает все внутренние рейсы, а терминал старше (T2) был отремонтирован, чтобы поддержать предстоящее международные операции. 10 июля 2015 года авиакомпания Air India начала ежедневные рейсы, соединяющие Бхубанешвар по международным направлениям через Дели.

### Грузовой терминал
Грузовой терминал находится в стадии разработки.